# Retizje
Retizje (bulgariska: Ретиже) är ett vattendrag i Bulgarien.   Det ligger i regionen Blagoevgrad, i den sydvästra delen av landet, 110 km söder om huvudstaden Sofia.
I omgivningarna runt Retizje växer i huvudsak blandskog. Runt Retizje är det ganska glesbefolkat, med 38 invånare per kvadratkilometer.